# Sächsische V V
| Kgl.Sächs.Sts.E.B. - Gattung V V DR-Baureihe 53.6–7 PKP Th101 | Kgl.Sächs.Sts.E.B. - Gattung V V DR-Baureihe 53.6–7 PKP Th101 | Kgl.Sächs.Sts.E.B. - Gattung V V DR-Baureihe 53.6–7 PKP Th101 | Kgl.Sächs.Sts.E.B. - Gattung V V DR-Baureihe 53.6–7 PKP Th101 | Kgl.Sächs.Sts.E.B. - Gattung V V DR-Baureihe 53.6–7 PKP Th101 |
| ------------------------------------------------------------- | ------------------------------------------------------------- | ------------------------------------------------------------- | ------------------------------------------------------------- | ------------------------------------------------------------- |
| Lokomotive Nr. 736 „KÄNZLI“ von 1885                          |                                                               |                                                               |                                                               |                                                               |
| Hersteller:                                                   | Sächsische Maschinenfabrik, Chemnitz Sigl, Wien               | Sächsische Maschinenfabrik, Chemnitz Sigl, Wien               | Sächsische Maschinenfabrik, Chemnitz Sigl, Wien               | Sächsische Maschinenfabrik, Chemnitz Sigl, Wien               |
| Baujahre:                                                     | 1885–1890                                                     | 1890–1896                                                     | 1898–1901                                                     | 1920                                                          |
| Anzahl:                                                       | 18                                                            | 85                                                            | 61                                                            | 1                                                             |
| Nummern:                                                      | 1012–1029 53 601–615                                          | 1001–1103 53 616–679                                          | 1104–1164 53.680–729                                          | 1000 53 751                                                   |
| Ausmusterung:                                                 | bis 1930                                                      | bis 1930                                                      | bis 1930                                                      | bis 1930                                                      |
| Bauart:                                                       | C n2v                                                         | C n2v                                                         | C n2v                                                         | C n2v                                                         |
| Spurweite:                                                    | 1.435 mm                                                      | 1.435 mm                                                      | 1.435 mm                                                      | 1.435 mm                                                      |
| Länge über Puffer:                                            | 14.718 mm                                                     | 14.718 mm                                                     | 14.718 mm                                                     | 14.718 mm                                                     |
| Leermasse:                                                    | 37,0 t                                                        | 37,5 t                                                        | 39,0 t                                                        | 41,5 t                                                        |
| Dienstmasse:                                                  | 41,6 t                                                        | 42,0 t                                                        | 43,7 t                                                        | 46,2 t                                                        |
| Reibungsmasse:                                                | 41,6 t                                                        | 42,0 t                                                        | 43,7 t                                                        | 46,2 t                                                        |
| Achsfahrmasse:                                                | 13,9 t                                                        | 14,0 t                                                        | 14,1 t                                                        | 15,4 t                                                        |
| Höchstgeschwindigkeit:                                        | 45 km/h                                                       | 45 km/h                                                       | 45 km/h                                                       | 45 km/h                                                       |
| indizierte Leistung:                                          | k. A.                                                         | k. A.                                                         | k. A.                                                         | k. A.                                                         |
| Treibraddurchmesser:                                          | 1.390 mm                                                      | 1.390 mm                                                      | 1.400 mm                                                      | 1.420 mm                                                      |
| Steuerungsart:                                                | Allan, innenliegend                                           | Allan, innenliegend                                           | Allan, innenliegend                                           | Allan, innenliegend                                           |
| Zylinderanzahl:                                               | 2                                                             | 2                                                             | 2                                                             | 2                                                             |
| HD-Zylinderdurchmesser:                                       | 460 mm                                                        | 480 mm                                                        | 500 mm                                                        | 500 mm                                                        |
| ND-Zylinderdurchmesser:                                       | 650 mm                                                        | 700 mm                                                        | 700 mm                                                        | 700 mm                                                        |
| Kolbenhub:                                                    | 610 mm                                                        | 610 mm                                                        | 610 mm                                                        | 610 mm                                                        |
| Kesselüberdruck:                                              | 12 bar                                                        | 12 bar                                                        | 12 bar                                                        | 12 bar                                                        |
| Anzahl der Heizrohre:                                         | 173                                                           | 173                                                           | 167                                                           | 204                                                           |
| Heizrohrlänge:                                                | 4369                                                          | 4369                                                          | 4369                                                          | 4000                                                          |
| Rostfläche:                                                   | 1,41 m²                                                       | 1,41 m²                                                       | 1,41 m²                                                       | 1,8 m²                                                        |
| Strahlungsheizfläche:                                         | 8,2 m²                                                        | 8,2 m²                                                        | 8,2 m²                                                        | 7,7 m²                                                        |
| Rohrheizfläche:                                               | 106,9 m²                                                      | 106,9 m²                                                      | 103,2 m²                                                      | 115,4 m²                                                      |
| Verdampfungsheizfläche:                                       | 115,1 m²                                                      | 115,1 m²                                                      | 111,37 m²                                                     | 123,1 m²                                                      |
| Tenderbauart:                                                 | sä 3 T 5,65 / sä 3 T 7,5                                      | sä 3 T 5,65 / sä 3 T 7,5                                      | sä 3 T 5,65 / sä 3 T 7,5                                      | sä 3 T 9                                                      |

Als Gattung V {\displaystyle \textstyle {\mathfrak {V}}} bezeichneten die Königlich Sächsischen Staatseisenbahnen dreifach gekuppelte Güterzug-Schlepptenderlokomotiven. Die Deutsche Reichsbahn ordnete die Lokomotiven ab 1925 in die Baureihe 53.6–7 ein.

## Geschichte

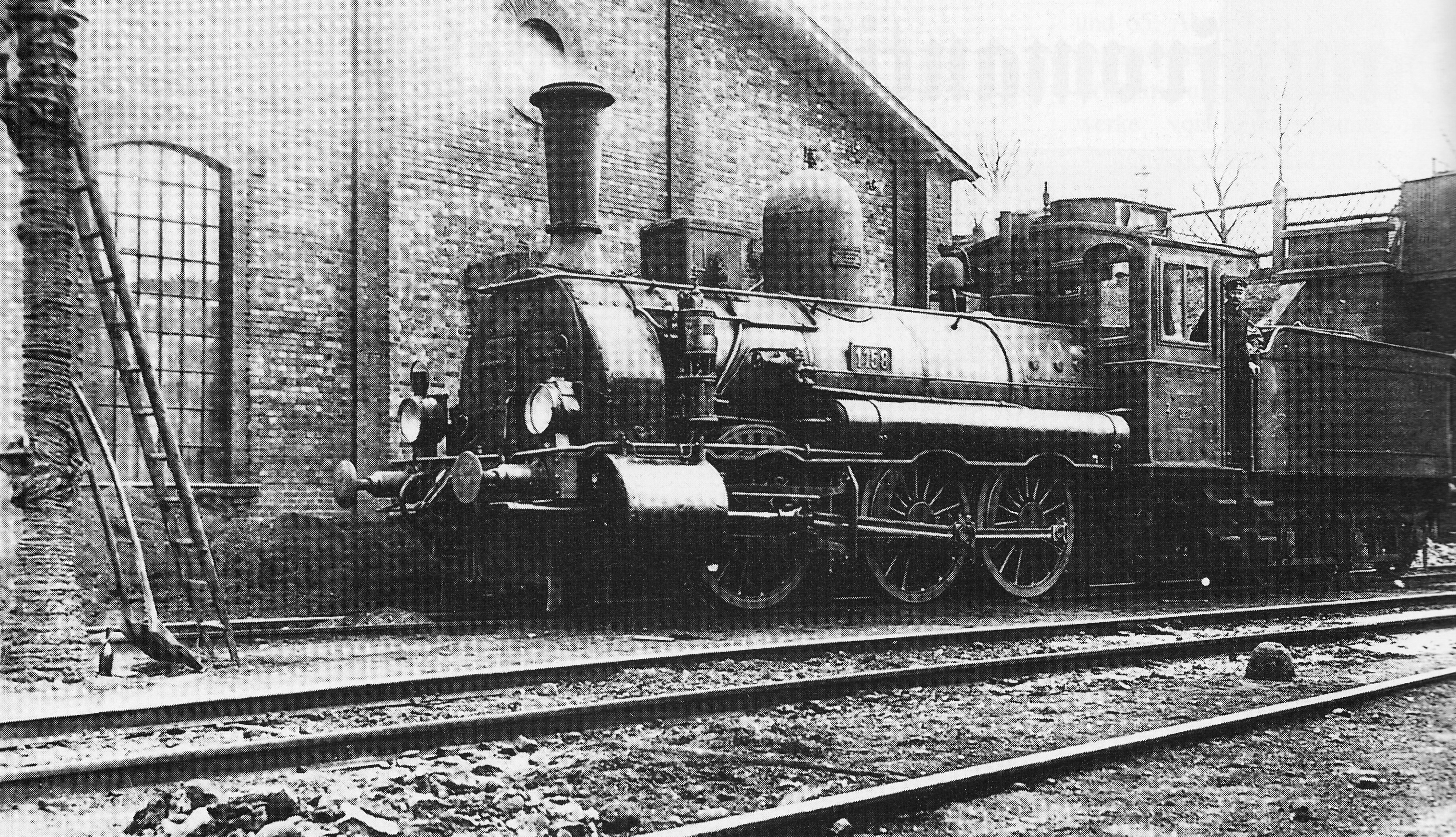
Gattung V V der dritten Bauserie in Dresden-Friedrichstadt

Die Lokomotiven der Gattung V V stellen eine Weiterentwicklung der Vorgängerbauart Gattung V dar. Als Neuerung erhielten die Lokomotiven ein Verbundtriebwerk, welches sich schon an den Preußischen G 42 bewährt hatte.
1885 wurde mit der Lokomotive „KÄNZLI“ die erste Lokomotive von der Sächsischen Maschinenfabrik in Chemnitz an die Königlich Sächsischen Staatseisenbahnen geliefert. Da sich die Lokomotiven gut bewährten, wurden von 1887 bis 1901 in drei Bauserien insgesamt 164 Exemplare beschafft, die sich untereinander nur geringfügig unterschieden. 11 Lokomotiven der zweiten Bauserie mit den Bahnnummern 858 – 868 (neu: 1001 – 1011) wurden von Sigl in Wien gefertigt.
Ein weiteres Exemplar entstand auf der Grundlage eines für die Türkische Staatsbahn TCDD gefertigten Kessels, der wegen des Ersten Weltkrieges nicht ausgeliefert werden konnte. So wurde mit diesem Kessel eine weitere Lokomotive für die Sächsische Staatsbahn komplettiert, welche 1920 die Bahnnummer 1000 erhielt.
Einige Lokomotiven gingen im Ersten Weltkrieg verloren. Die Deutsche Reichsbahn konnte noch 130 Maschinen der Sächsischen Gattung V V übernehmen. Sie erhielten ab 1925 die neuen Betriebsnummern 53 601 – 53 751. Bis 1930 wurden die Lokomotiven ausgemustert und verschrottet. Für die Nachwelt blieb kein Exemplar museal erhalten.
Die in Polen nach 1918 verbliebenen 14 Lokomotiven wurden später von der Polnischen Staatsbahn PKP übernommen und erhielten dort die Nummern Th101-1 – Th101-14. Einige Exemplare verblieben auch in Belgien und wurden von der dortigen Staatsbahn SNCB unter den Nummern 7726, 7733, 7736, 7737, 7735, 7738, 7781 und 7783 eingereiht.

## Technische Merkmale
Die Lokomotiven besaßen einen aus drei Schüssen gefertigten Langkessel mit halbrunder Decke, welcher im Feuerbüchsbereich zwischen die Rahmenwangen eingezogen war. Besonderes Merkmal war der große abgerundete Dampfdom in Kesselmitte. Gegenüber der Gattung V wurde der Kesseldruck um ein Drittel auf 12 bar erhöht. Das Ramsbottom-Sicherheitsventil saß direkt vor der Führerhausvorderwand, der Sandkasten war direkt hinter dem Schornstein angeordnet. Wie die meisten sächsischen Lokomotiven besaßen auch die V V in der Regel den Krempenschornstein, einige waren auch mit Kobelschornstein zur Verfeuerung böhmischer Braunkohle ausgestattet.
Die Dampfmaschine war als Zwei-Zylinder-Verbundtriebwerk mit innenliegender Allansteuerung konstruiert. Als Anfahrvorrichtung diente in der „KÄNZLI“ eine solche der Bauart von Borries. Die ab 1887 gebauten Serienlokomotiven bekamen eine Anfahrvorrichtung Bauart Lindner. Der größere Niederdruckzylinder war links angeordnet. Zur Gewährleistung der nötigen Profilfreiheit waren beide Zylinder leicht geneigt angebaut.
Die Treib- und Kuppelachsen waren im Rahmen fest gelagert. Ob die mittlere Achse einen geschwächten Spurkranz aufwies, ist nicht bekannt. Als Antriebsachse diente die zweite Achse.
Anfangs besaßen die meisten Lokomotiven eine auf die zweite und dritte Kuppelachse wirkende Dampfbremse. Die Prototyplokomotive Nr. 736 „KÄNZLI“ war zunächst nur mit einer Heberleinbremse als Lokomotivbremse ausgerüstet. Einige Lokomotiven wurden später auf Westinghouse-Druckluftbremse umgebaut, die 1920 gelieferte Nr. 1000 erhielt diese schon ab Werk.
Einige Lokomotiven, die auf Sekundärbahnen eingesetzt waren, waren auch mit einem Dampfläutewerk versehen.
Die Lokomotiven waren mit Schlepptendern der sächsischen Bauarten sä 3 T 5,65 oder sä 3 T 7,5 gekuppelt. Die 1920 gelieferte Nr. 1000 besaß einen solchen der Bauart sä 3 T 9.